# Xenistius
Xenistius – rodzaj ryb z rodziny luszczowatych.

## Klasyfikacja
Gatunki zaliczane do tego rodzaju:
- Xenistius peruanus